# Спаљивање Скопља 1689.
Спаљивање Скопља 1689. године је догађај који се десио током Великог бечког рата.
У то време аустријска војска је извршила поход на крајеве под Отоманском влашћу. Скопље, је било најразвијенији турски град од Београда до Солуна, са око 60.000 становника. Када је аустријско војска ушла у град у њему је владала куга. Генерал Силвио Пиколомини, је након што је опљачкао град наредио да се он спали. То се десило 16. (26.) октобра 1689. године.
Како су зграде биле махом од дрвене грађе пожар је направио праву пустош. Након спаљивања Скопља Пиколомини је преко Качаника стигао у Пећ и Призрен. У овом месту састао се с патријархом Арсенијем и тамо почео преговоре. Преговоре, међутим, није потпуно довршио, заражен кугом умро је две недеље пошто је, праћен музиком,
дао наредбу и гледао како се Скопље претвара у згариште.